# Chat nain

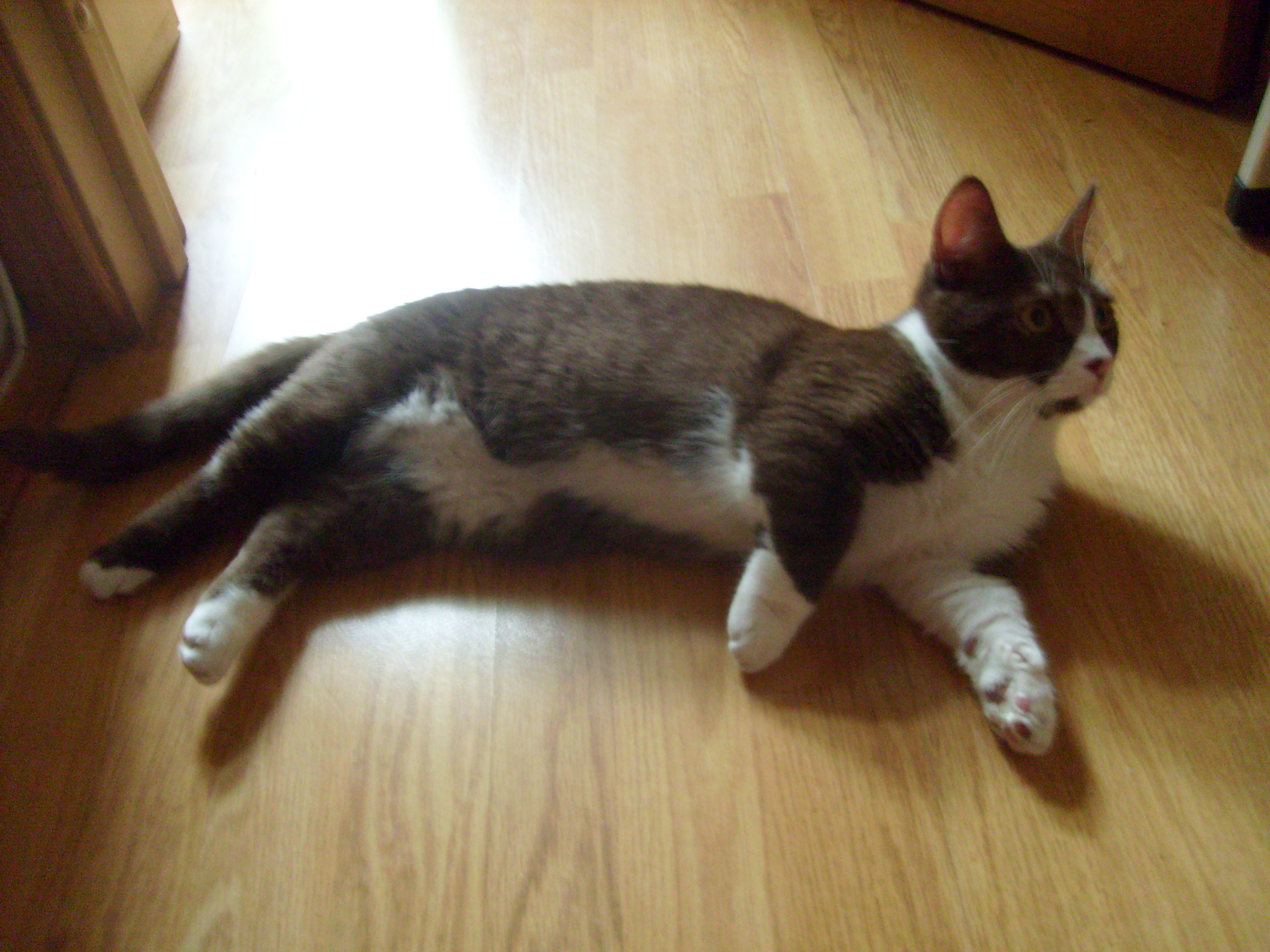
Un Munchkin avec les pattes étendues

Un chat nain est un chat domestique atteint de nanisme en raison d'une mutation génétique. Contrairement aux chats trop petits de proportions normales, les chats nains présentent des symptômes d'ostéochondrodysplasie et de troubles génétiques des os et du cartilage, qui se manifestent généralement par des pattes visiblement courtes.
Depuis le milieu du XXe siècle, des races de chats présentant des caractéristiques génétiques de nanisme ont été élaborées pour la vente. Les questions d'éthique liées à leur élevage sélectif sont vivement débattues, et de nombreux pays l'interdisent, considérant qu'il s'agit de cruauté envers les animaux.

## Caractéristiques
Le terme de « chat nain » est incorrectement appliqué à des chats tels que les persans de taille « mini » et « toy » qui, bien que petits, sont des races de proportions normales pour des chats. Les vrais chats nains sont chondrodysplasiques et ont des pattes beaucoup plus courtes et plus épaisses. En règle générale, la moitié d'une portée de chats nains ne sont pas nains, et naissent avec des pattes d'une longueur normale.

## Races
Le Munchkin est la race dont proviennent les chats nains. L'Association internationale du chat (TICA) a reconnu que le Munchkin était une race seulement en 1994 ainsi qu'un hybride persan Munchkin, le Minuet (ou Napoléon) (en). D'autres races proposées comme le Skookum et le Bambino n'ont pas été reconnues, bien qu'un hybride Sphynx – Munchkin, le Minskin, soit à l'étude.

## Reconnaissance et controverse
Contrairement à TICA, la plupart des registres de chats et des associations d'animaux de compagnie ne reconnaissent aucun chat nain comme race légitime. Les chats nains sont exclus de la plupart des principaux concours et expositions d'animaux domestiques. Dans ses règles d'inscription, la Fédération internationale féline interdit les races basées sur le nanisme, et mentionne spécifiquement le Munchkin comme exemple de manipulation inacceptable de « maladie génétique ». Ils sont effectivement interdits par la Convention européenne pour la protection des animaux de compagnie et ont été fermement condamnés dans le magazine britannique Cat World. Aux États-Unis même, l'ASPCA exhorte ses partisans à « rester vigilants » à l'égard de ce marché petit, mais en expansion.

## Voir également
- Grumpy cat
- Lil Bub